# André Ouliac
André Ouliac (20 mai 1921 à Castelnaudary - 29 octobre 2009 à Narbonne), instituteur de l'Aude, fut secrétaire national (1964-1969) puis secrétaire général (1969-1976) du Syndicat national des instituteurs. 

## Biographie
André Ouliac naît le 20 mai 1921 à Castelnaudary (Aude), son père est quincaillier et sa mère couturière. Il suit des études en 1938 à l'école normale d'instituteurs de Carcassonne dont il sera major en 1941. En 1945, il adhère au SNI, puis devient responsable départemental de l'Aude dans les années 1950 et se trouve à la tête du SNI-PEGC (après intégration des professeurs d'enseignement général de collège) qui compte alors environ 320 000 adhérents au sein de la Fédération de l'éducation nationale (FEN).
Lors de sa retraite, il contribue à la cause des enfants en devenant directeur général du Comité français pour l'Unicef de 1977 à 1987.

## Publications
- Des Années difficiles pour l'enseignement public, in Cahiers laïques n° 121, janvier-février 1971, Paris, Cercle parisien de la Ligue française de l'enseignement, 1971[3].
- Correspondance avec Jean Guéhenno[3].